# Symmachia exigua
Symmachia exigua is een vlindersoort uit de familie van de prachtvlinders (Riodinidae), onderfamilie Riodininae.
Symmachia exigua werd in 1868 beschreven door H. Bates.